# لیندسبری
شهر لیندسبری (به سوئدی: Lindesberg) در بخش لیندسبری در کشور سوئد واقع شده‌است. جمعیت این شهر ۱۱۱۴٫۴۲ نفر است.